# 一ノ瀨良尚
一ノ瀨 良尚（いちのせ よしたか、1946年3月19日 - ）は、日本の政治家。宮崎県宮崎市議会議員（3期）。元清武町長（1期）。

## 来歴
宮崎県宮崎市出身。宮崎県立宮崎農業高等学校卒業。2003年より町長を務め、清武町の自立路線を進めるが、2007年4月、再選を目指した町長選で合併推進派の新人に敗れた。2024年、旭日小綬章受章。